# Uczelnie w Finlandii

## Uczelnie
- Åbo Akademi w Turku
- Uniwersytet w Aalto
- Uniwersytet Helsiński
- Uniwersytet w Joensuu
- Uniwersytet w Jyväskylä
- Uniwersytet w Kuopio
- Uniwersytet Laponii w Rovaniemi
- Uniwersytet w Oulu
- Uniwersytet w Tampere
- Uniwersytet w Turku
- Uniwersytet w Vaasie
- Uniwersytet Techniczny w Lappeenrancie
- Uniwersytet Techniczny w Tampere
- Szwedzka Szkoła Ekonomii i Zarządzania w Helsinkach
- Szkoła Ekonomii i Zarządzania w Turku
- Akademia Sztuk Pięknych w Helsinkach
- Akademia Sibeliusa w Helsinkach
- Akademia Teatralna w Helsinkach

## Kolegia
- Kolegium Obrony Narodowej w Helsinkach (nie jest uczelnią)

## Wyższe szkoły zawodowe (ammattikorkeakoulu – AMK)
- Diakonia-AMK
- Espoon-Vantaan teknillinen AMK
- Etelä-Karjalan AMK
- Haaga Instituutin AMK
- Helsingin AMK Stadia
- Helsingin liiketalouden AMK
- Humanistinen AMK
- Hämeen AMK
- Jyväskylän AMK
- Kajaanin AMK
- Kemi-Tornion AMK
- Keski-Pohjanmaan AMK
- Kymenlaakson AMK
- Lahden AMK
- Laurea AMK
- Mikkelin AMK
- Oulun seudun AMK
- Pirkanmaan AMK
- Pohjois-Karjalan AMK
- Poliisi-AMK
- Rovaniemen AMK
- Satakunnan AMK
- Savonia AMK
- Seinäjoen AMK
- Svenska YHS
- Tampereen AMK
- Turun AMK
- Vaasan AMK
- YHS Arcada
- YHS Sydväst